# Sebastián González
Sebastián Ignacio González Valdés (Viña del Mar, 14 de dezembro de 1978) é um futebolista profissional chileno, alcunhado "Chamagol". Sua atual equipe é o The Strongest da Bolívia. É sobrinho do ex-jogador Francisco Valdés, falecido em agosto de 2009.

## Carreira
Apelidado de Chamagol, González também tem o apelido de Chapolin Colorado, pois no período que atuava no clube mexicano Atlante, comemorava seus gols com uma camisa do personagem de Roberto Gómez Bolaños.